# Marcel Rodek
Marcel Rodek (* 7. listopadu 1988) je bývalý český futsalista a fotbalista působící v klubech Mikeska Ostrava, CC Jistebník, FC Benago Zruč nad Sázavou a Erapak Chrudim (futsal) a TJ Sokol Klecany (fotbal). Na kontě má několik startů za českou futsalovou reprezentaci. Svou aktivní a úspěšnou futsalovou kariéru ukončil v roce 2018.

## Kariéra
| Startů v lize         | 265 zápasů    |
| Gólů v 1. lize        | 173 gólů      |
| Asistencí v 1. lize   | 123 asistencí |
| Startů v 2. lize      | 75 zápasů     |
| Gólů v 2. lize        | 8 gólů        |
| Asistencí v 2. lize   | 23 asistencí  |
| Startů v reprezentaci | 45 zápasů     |
| Gólů v reprezentaci   | 10 gólů       |

## Hráčská kariéra
- FC Mikeska Ostrava
- CC Jistebník
- FC Benago Zruč n/S.